# The Ballad of John Henry
The Ballad of John Henry é o sétimo álbum de estúdio do guitarrista de blues-rock estadunidense Joe Bonamassa.
Foi lançado em 24 de Fevereiro de 2009, sob o selo J&R Adventures

## Faixas
1. The Ballad of John Henry - 6:26
2. Stop! (Tom Sutton / Bruce Brody) - 6:48
3. Last Kiss - 7:15
4. Jockey Full of Bourbon (Tom Waits) - 5:22
5. Story of a Quarryman - 4:59
6. Lonesome Road Blues - 3:08
7. Happier Times - 6:40
8. Feelin' Good (Anthony Newley / Leslie Bricusse) - 4:44
9. Funkier Than a Mosquito's Tweeter (Alline Bullock) - 5:00
10. The Great Flood - 7:39
11. From the Valley - 2:24
12. As the Crow Flies (Tony Joe White) - 3:58

## Paradas Musicais
| Parada Musical (2009)           | Performance | Ref.  |
| ------------------------------- | ----------- | ----- |
| US Billboard 200                | #103        | [ 2 ] |
| US Billboard Top Blues Albums   | #1          | [ 3 ] |
| US Billboard Independent Albums | #8          | [ 4 ] |
| Dutch Albums Chart              | #23         | [ 5 ] |
| Swedish Albums Chart            | #46         | [ 6 ] |
| Swiss Albums Chart              | #97         | [ 7 ] |
| UK Albums Chart                 | #26         | [ 8 ] |